# Cratere Baldet (Luna)
Baldet è un cratere lunare di 55,76 km situato nella parte sud-orientale della faccia nascosta della Luna.
Il cratere è dedicato all'astronomo francese Fernand Baldet.

## Crateri correlati
Alcuni crateri minori situati in prossimità di Baldet sono convenzionalmente identificati, sulle mappe lunari, attraverso una lettera associata al nome.
| Baldet | Coordinate             | Diametro (in km) |
| ------ | ---------------------- | ---------------- |
| J      | 54°46′12″S 150°15′00″W | 17,2             |